# Pelomys minor
Pelomys minor és una espècie de mamífer rosegador de la família dels múrids. Viu a altituds de fins a 2.160 msnm a Angola, la República Democràtica del Congo, Tanzània i Zàmbia. Els seus hàbitats naturals són les sabanes humides amb herba alta, els pendents propers als rius i les valls boscoses. Es desconeix si hi ha cap amenaça significativa per a la supervivència d'aquesta espècie. El seu nom específic, minor, significa ‘menor’ en llatí.